# Claude Sallier
Claude Sallier (* 4. April 1685 in Saulieu; † 6. September 1761 in Paris) war ein französischer römisch-katholischer Geistlicher, Orientalist, Bibliothekar und Mitglied der Académie française.

## Leben
Claude Sallier besuchte das Gymnasium in Saulieu. Nach dem Studium in Dijon war er Hauslehrer des Sohnes Yves Marie de Recourt der Marie Marguerite de Tourzel d’Alègre, Gräfin von Rupelmonde (1688–1752). In Paris machte er, gefördert durch seinen Mentor Jean-Paul Bignon, eine steile Karriere als Gelehrter und Philologe: 1715 Mitglied der Académie des inscriptions et belles-lettres, 1719 Professor für Hebräisch am Collège royal, 1726 Bibliothekar des Königs, 1729 Mitglied der Académie française (Sitz Nr. 16), 1744 Mitglied der Royal Society und 1747 Mitglied der Preußischen Akademie der Wissenschaften. Als Bibliothekar an zentraler Stelle verkehrte er mit vielen Geistesgrößen seiner Zeit. Louis I. de Bourbon, duc d’Orléans zahlte ihm eine Pension.

## Werke
- (mit Pierre-Jean Boudot, 1689–1771) Catalogue des livres imprimés de la Bibliothèque du Roi. 7 Bde. Paris 1739–1753.
  - 1–3. Theologie (1739–1742)
  - 4–5. Belles-lettres (1750)
  - 6–7. Jurisprudenz (1753)
- (Hrsg. mit Anicet Melot und Jean Capperonnier) Jean de Joinville: Histoire de saint Louis. D'après les manuscrits de la Bibliothèque du Roi et accompagné d'un glossaire. Paris 1761.